# Uri Zvi Greenberg
Uri Zvi Greenberg (em hebraico: אוּרִי צְבִי גְּרִינְבֵּרְג, também escrito Uri Zvi Grinberg; 22 de setembro de 1896 – 8 de maio de 1981) foi um poeta, jornalista e político israelense que escreveu em iídiche e hebraico. 
Amplamente considerado um dos maiores poetas da história do país, ele recebeu o Prêmio Israel em 1957 e o Prêmio Bialik em 1947, 1954 e 1977, todos por suas contribuições à literatura refinada. Greenberg é considerado o representante mais significativo do expressionismo modernista na literatura hebraica e iídiche.

## Biografia
Uri Zvi Greenberg nasceu na cidade galícia de Bilyi Kamin, na Áustria-Hungria, em uma proeminente família hassídica. Ele foi criado em Lemberg (Lwów), onde recebeu uma educação religiosa judaica tradicional. 
Em 1915, ele foi convocado para o exército austríaco e lutou na Primeira Guerra Mundial. A sua experiência na travessia do rio Save, onde muitos dos seus camaradas de armas morreram ou ficaram gravemente feridos, afetou-o profundamente e apareceu nos seus escritos futuros durante muitos anos.  Após retornar a Lemberg, ele foi testemunha dos pogroms de novembro de 1918.  Greenberg e a sua família escaparam milagrosamente a serem alvejados por soldados polacos que celebravam a sua vitória sobre os ucranianos, uma experiência que o convenceu de que todos os judeus que viviam no “Reino da Cruz” enfrentavam a aniquilação física. 
Greenberg mudou-se para Varsóvia em 1920, onde escreveu para as publicações literárias radicais de jovens poetas judeus.  Após uma breve estadia em Berlim,  ele imigrou para o Mandato Britânico da Palestina (a Terra de Israel) em 1923. 
Greenberg passou a maior parte da década de 1930 na Polônia, trabalhando como ativista revisionista-sionista, até a eclosão da Segunda Guerra Mundial em 1939. No início da guerra, Greenberg conseguiu escapar e mudou-se para o Mandato Britânico da Palestina.  Os seus pais e irmãs ficaram para trás e foram posteriormente assassinados durante o Holocausto. 
Em 1950, Greenberg casou-se com Aliza, com quem teve três filhas e dois filhos.  Ele acrescentou “Tur-Malka” ao sobrenome da família, mas continuou a usar “Greenberg” para homenagear os membros da família que foram assassinados no Holocausto.  Greenberg era residente de Ramat Gan. 

## Carreira literária

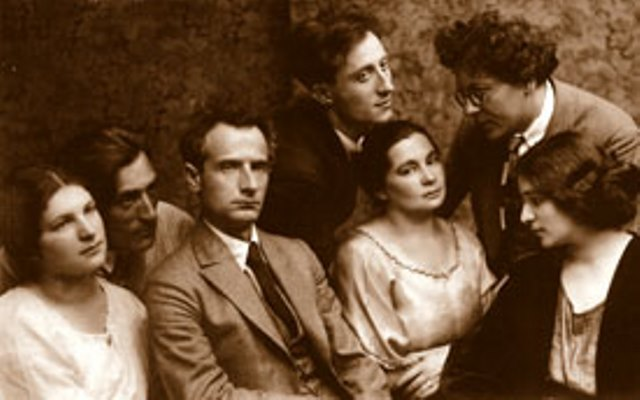
Peretz Hirschbein (à esquerda), Uri Zvi Greenberg (em pé no centro) e Alter Kacyzne (usando óculos) 1922

O jovem Greenberg foi encorajado a escrever por Shmuel Yankev Imber, um poeta neo-romântico iídiche, e Tsevi Bikeles-Shpitser, o crítico de teatro iídiche que editou o jornal local Tagblat.  Alguns de seus poemas em iídiche e hebraico foram publicados quando ele tinha 16 anos.   Seus primeiros trabalhos foram publicados em 1912 no semanário sionista trabalhista Der yidisher arbayter (O trabalhador judeu) em Lemberg e em hebraico em Ha-Shiloaḥ em Odessa.  Seu primeiro livro, em iídiche, foi publicado em Lwów enquanto ele lutava na frente sérvia. Em 1920, Greenberg mudou-se para Varsóvia, com sua animada cena cultural judaica. Ele foi um dos fundadores do Di Chaliastre (literalmente, "a gangue"), um grupo de jovens escritores iídiche que incluía Melech Ravitch. Ele também editou um jornal literário iídiche, Albatros.  Na esteira de suas representações iconoclastas de Jesus na segunda edição de Albatros, particularmente seu poema em prosa Royte epl fun veybeymer (Maçãs Vermelhas das Árvores da Dor). A revista incorporou elementos de vanguarda tanto no conteúdo como na tipografia, seguindo o exemplo de periódicos alemães como Die Aktion e Der Sturm. 
O jornal foi proibido pelos censores poloneses e, em novembro de 1922, Greenberg fugiu para Berlim para escapar da acusação.  Greenberg publicou os dois últimos números de Albatros em Berlim antes de renunciar à sociedade europeia e imigrar para a Palestina em dezembro de 1923. 
Em seus primeiros dias na Palestina, Greenberg escreveu para o Davar, um dos principais jornais do movimento trabalhista sionista. Suas obras representam uma síntese dos valores judaicos tradicionais e uma abordagem lírica individualista da vida e seus problemas; ele se baseou em fontes judaicas como a Bíblia, o Talmude e o livro de orações, mas também foi influenciado pela literatura europeia.  Na segunda e terceira edições de Albatros, Greenberg invoca a dor como um marcador-chave da era moderna. Este tema é ilustrado em Royte epl fun vey beymer (Maçãs vermelhas da árvore da dor) e Veytikn-heym af slavisher erd (Lar da dor em solo eslavo). 
Em seus poemas e artigos, ele alertou sobre o destino reservado aos judeus da Diáspora. Após o Holocausto, ele lamentou o fato de suas terríveis profecias terem se tornado realidade.

## Ativismo político

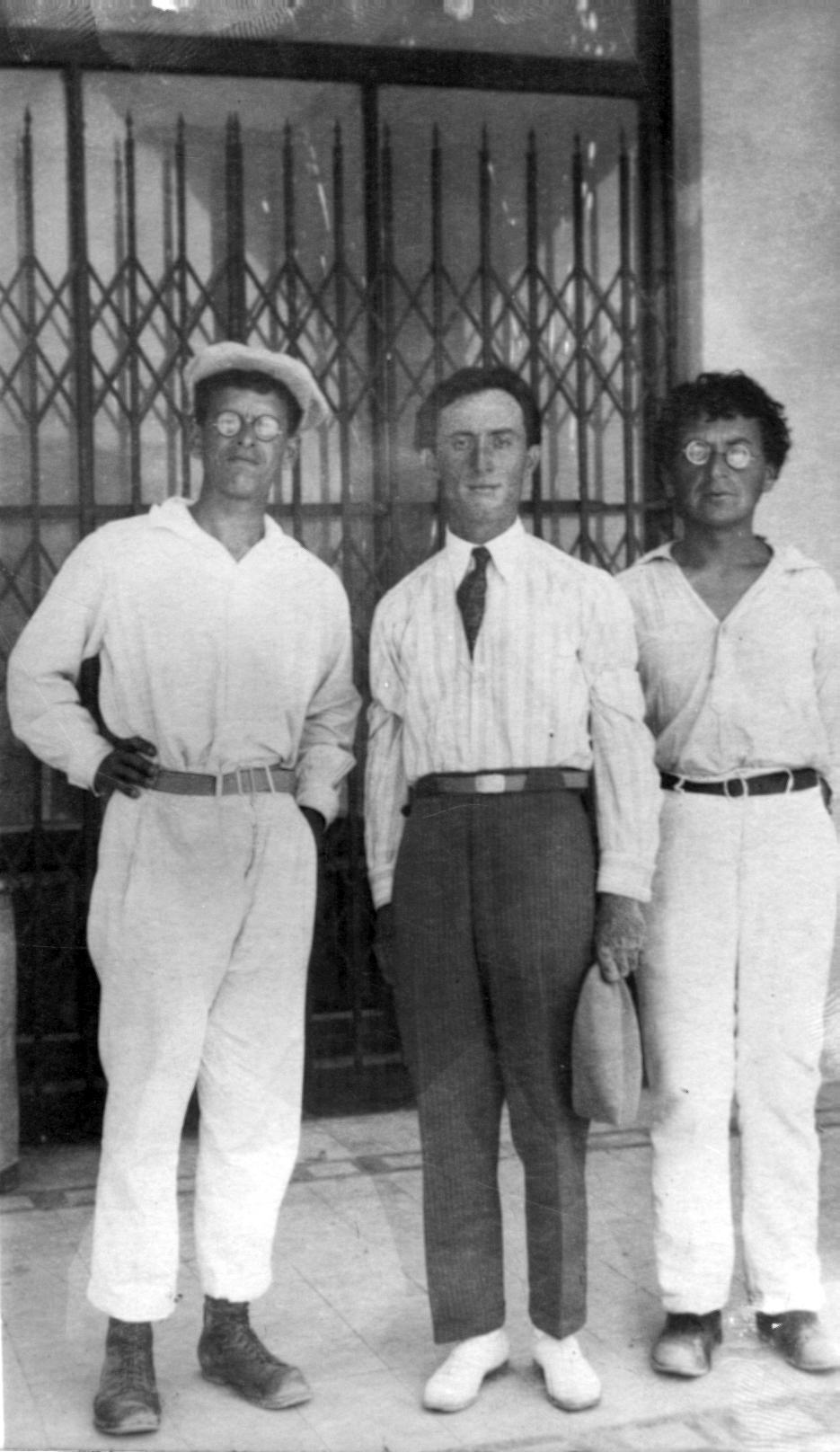
Os fundadores da Brit HaBirionim, Abba Ahimeir, Uri Zvi Greenberg e Yehoshua Yeivin

Após o massacre de Hebrom em 1929, ele se tornou mais militante. Em 1930, Greenberg juntou-se ao campo revisionista, representando o movimento revisionista em vários congressos sionistas e na Polônia. Com Abba Ahimeir e Yehoshua Yeivin, ele fundou o Brit HaBirionim, uma facção clandestina e autodeclarada fascista do movimento revisionista que adotou uma política ativista de violação das regulamentações obrigatórias britânicas. No início da década de 1930, os membros do grupo Brit Habirionim interromperam um censo patrocinado pelos britânicos, tocaram o shofar em oração no Muro das Lamentações, apesar da proibição britânica, realizaram um protesto quando um oficial colonial britânico visitou Tel Aviv e arrancaram bandeiras nazistas de escritórios alemães em Jerusalém e Tel Aviv.  Quando os britânicos prenderam centenas de seus membros, a organização efetivamente deixou de existir. 
Greenberg acreditava que o Holocausto era um "resultado trágico, mas quase inevitável, da indiferença judaica ao seu destino". Já em 1923, Greenberg "imaginou e alertou para a destruição dos judeus europeus". 
O estudioso Dan Tamir considera a ideologia de Greenberg um dos exemplos históricos mais proeminentes do "fascismo hebraico". 
Após a independência de Israel em 1948, Greenberg se juntou ao movimento Herut de Menachem Begin. Em 1949, ele foi eleito para o primeiro Knesset. Ele perdeu seu assento nas eleições de 1951. Após a Guerra dos Seis Dias, ele se juntou ao Movimento pela Grande Israel, que defendia a soberania israelense sobre a Cisjordânia.

## Prêmios e reconhecimento
- Em 1947, 1954 e 1977, Greenberg recebeu o Prêmio Bialik de literatura. [26]
- Em 1957, Greenberg recebeu o Prêmio Israel por sua contribuição à literatura. [27]
- Em 1976, o Knesset realizou uma sessão especial em homenagem ao seu octogésimo aniversário. [28]

## Obras
Em iídiche:
- Noite Dourada (פאַרנאַכטנגאָלד): coleção do início do período neo-romântico de Grinberg.
- Mefisto (מעפיסטא): um longo poema que aborda o mundo “faustiano”, influenciado por suas representações de Oswald Spengler.
- No Reino da Cruz (אין מלכות פֿון צלם): um longo poema baseado nas experiências de Grinberg nos Pogroms de novembro de 1918, envolvendo-se intimamente com a teologia cristã.

Em hebraico:
- Um Grande Terror e Lua (poesia), Hedim, 1925 (Eymah Gedolah Ve-Yareah)
- A Masculinidade Crescente (poesia), Sadan, 1926 (Ha-Gavrut Ha-Olah)
- Uma Visão de Uma das Legiões (poesia), Sadan, 1928 (Hazon Ehad Ha-Legionot)
- Anacreonte no Pólo da Tristeza (poesia), Davar, 1928 (Anacreonte Al Kotev Ha-Itzavon)
- Cão de Casa (poesia), Hedim, 1929 (Kelev Bayit)
- Uma Zona de Defesa e Discurso do Filho do Sangue (poesia), Sadan, 1929 (Ezor Magen Ve-Ne`um Ben Ha-Dam)
- O Livro da Acusação e da Fé (poesia), Sadan, 1937 (Sefer Ha-Kitrug Ve-Ha-Emunah)
- Do Ruddy and the Blue (poesia), Schocken, 1950 (Min Ha-Kahlil U-Min Ha-Kahol)
- Ruas do Rio (poesia), Schocken, 1951 (Rehovot Ha-Nahar)
- No Meio do Mundo, no Meio do Tempo (poesia), Hakibbutz Hameuchad, 1979 (Be-Emtza Ha-Olam, Be-Emtza Ha-Zmanim)
- Poemas Selecionados (poesia), Schocken, 1979 (Mivhar Shirim)
- Obras Completas de Uri Zvi Greenberg, Instituto Bialik, 1991 (Col Kitvei)
- No Hub, Instituto Bialik, 2007 (Ba-'avi ha-shir)